# Médaille de l'OTAN
La médaille de l'OTAN est une décoration militaire internationale qui est décernée aux militaires de diverses régions du monde, sous l'autorité de l'organisation du traité de l'Atlantique nord (OTAN).
Il y a actuellement dix versions de la médaille de l'OTAN depuis sa création : une pour le service en Yougoslavie, au Kosovo, pour la république de Macédoine, deux pour le service pendant les opérations de l'article 5 (Eagle Assist, Active Endeavour), et cinq pour les opérations de l'OTAN non-Article 5 (FIAS, Balkans, NTM-Iraq, Pakistan et  Vigilance). En plus, il y a des agrafes correspondantes pour des opérations telles que la FIAS, le Kosovo, la Yougoslavie, la NTM-Irak (mission de formation OTAN en Irak), VIGILANCE, des agrafes désignant article 5, et non-article 5.
Il y a aussi la médaille du service méritoire de l'OTAN, avec une agrafe « service méritoire ».

## Médaille non-article 5

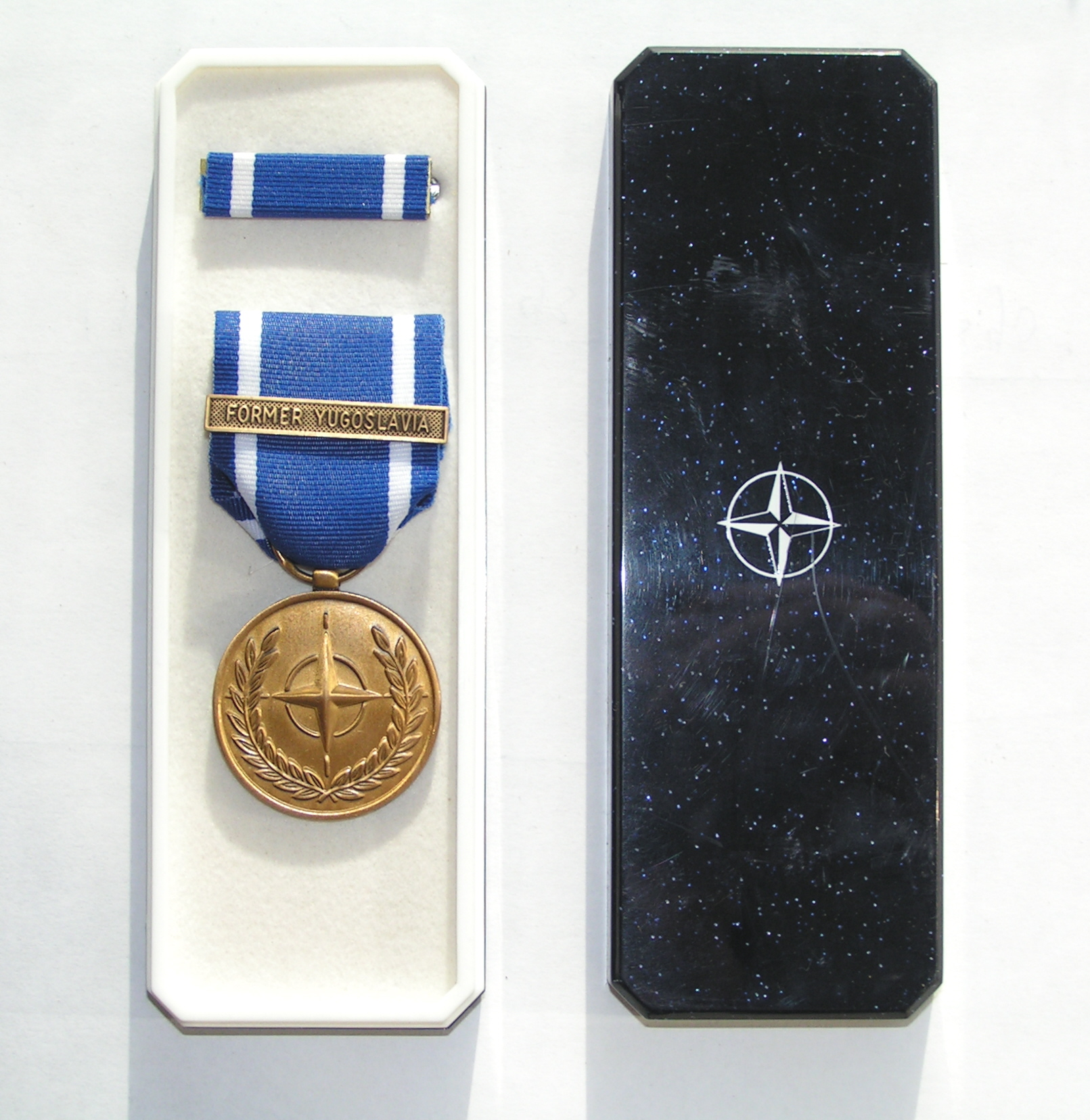
Médaille de l'OTAN version ex-Yougoslavie.

Pour les forces américaines, l'admissibilité à la médaille non-article 5 pour les Balkans reste la même que les médailles précédentes de l'OTAN, à l'exception des dates de service. Les membres qui entrent dans le théâtre des Balkans à compter du 1er janvier 2003 seront admissible à la médaille non-article 5. Le service doit être de 30 jours continus ou accumulés. Les membres d'équipage d'avions accumulent un jour de service pour la première sortie pilotée durant n'importe quel jour de l'opération. Les sorties supplémentaires sur le même jour ne recevront aucun crédit supplémentaire.
La région des Balkans est délimitée par les frontières politiques et l'espace aérien de la Bosnie-Herzégovine, de la Croatie, de la Yougoslavie (y compris le Kosovo), de la République Macédoine et de l'Albanie, sur la base de la description détaillée figurant dans la SFOR, la KFOR, et TF Fox OPLANS . Les membres du service qui ont droit à plus d'une médaille de l'OTAN au cours de la même période ne sera récompensé par une médaille de l'OTAN, la chaîne de commandement de l'OTAN jugera la médaille la plus appropriée.
Cette médaille peut aussi être récompensé par l'agrafe « FIAS » pour le service en Afghanistan, ainsi que l'agrafe « NTM-I » pour le service en Irak pour les forces de l'OTAN.
Pour les forces américaines, l'admissibilité à la médaille non-article 5 pour le service avec la FIAS sont celle pour les membres des unités ou commandements comme énoncés dans la zone d'opérations interarmées en prenant part à des opérations en Afghanistan . La zone d'éligibilité est délimité par les frontières politiques de la FIAS. Le service doit être d'un minimum de 30 jours continus ou accumulés, à partir du 1er juin 2003 à une date à déterminer.
Le gouvernement britannique permet à ses soldats d'accepter, mais pas de porter la médaille officiellement, contrairement à beaucoup d'autres forces de l'OTAN qui permettent à leurs soldats de porter cette médaille.
Le 24 juillet 2012, le département de la Défense des États-Unis (ministère de la Défense) a annoncé que les médailles de l'OTAN pour les opérations en Libye et en Afrique ont été approuvés pour l'acceptation et le port sur uniforme pour les membres admissibles des services américains et du personnel civil du DOD .
Depuis le 24 février 2022, une médaille "Vigilance"  peut être décerné pour le personnel étant sous commandement commandant suprême des forces alliées en Europe.

## Médaille du service méritoire de l'OTAN(NATO Meritorious Service Medal)
La médaille du service méritoire de l'OTAN a été attribuée pour la première fois en 2003 pour récompenser le personnel de l'OTAN, dont l'initiative personnelle et le dévouement va au-delà de leur devoir et pour faire une différence à la fois à leurs collègues et à l'OTAN en tant qu'organisation.
La médaille est une décoration personnelle du Secrétaire général de l'OTAN, qui signe chaque citation. Moins de cinquante médailles sont décernées chaque année et elle reste la seule décoration importante pour l'effort personnel pour le personnel de l'OTAN, et peut être attribuée aux personnels militaires et civils.
Lors de l'évaluation des candidatures pour la décoration, il y a plusieurs critères pris en considération : 
- l'accomplissement d'actes de courage dans des circonstances difficiles ou dangereuses;
- faire preuve de leadership exceptionnel ou d'exemple personnel;
- apporter une contribution exceptionnelle individuel à un programme ou à une activité parrainé par l'OTAN;
- subir des difficultés particulières ou de privations dans l'intérêt de l'OTAN.

La médaille du service méritoire de l'OTAN est désormais autorisée à être porter sur des uniformes de l'armée américaine.

## Versions de service
Pour faire la différence entre les différentes versions de la médaille de l'OTAN, un système de ruban avec différents motifs est utilisé pour chacune des décorations.
- La médaille de l'OTAN pour le service en Yougoslavie se compose d'un ruban bleu avec deux fines bandes blanches de chaque côté, très semblables en apparence à la médaille des Nations unies.
- La médaille de l'OTAN pour le service en Kosovo se compose d'un ruban bleu, avec des rayures blanches sur le côté ainsi que d'une large bande blanche centrale.
- La médaille de l'OTAN pour la Macédoine se compose d'un ruban bleu avec quatre bandes blanches laissant le centre neutre.
- La médaille de l'OTAN Article 5 pour l'opération Eagle Assist se compose d'un ruban bleu avec une fine bande d'or central entouré par des bandes blanches.
- La médaille Article 5 de l'opération Active Endeavour se compose d'un ruban bleu avec deux fines bandes de couleur or entourés de bandes blanches.
- La médaille non-article 5 pour les opérations des Balkans se compose d'un ruban bleu avec une bande argentée central entouré par des bandes blanches.
- La médaille Article 5 non destinés à la FIAS, et aux opérations NTM-I se compose d'un ruban bleu avec deux bandes d'argent entourées de bandes blanches.
- La médaille du service méritoire de l'OTAN se compose d'un ruban bleu avec des rayures blanches et argent sur la partie la plus extérieure du ruban, et le médaillon de couleur bronze est remplacé par un médaillon d'argent, uniquement pour cette seule médaille.

Toutes les médailles, à l'exception de la médaille de l'OTAN de Macédoine, possèdent des agrafes de campagne, mais certaines forces militaires (comme celles des États-Unis) interdirent le port de la médaille avec une agrafe, mais autorisent les étoiles de service. Pour les forces américaines, les étoiles de service indiquent des récompenses supplémentaires à la médaille de l'OTAN. Dans le cas où un membre du service américain reçoit deux médailles de l'OTAN, il n'est autorisé à porter que la médaille ou le ruban décernés en premier, mais la plupart des services militaires en dehors des États-Unis permettent aux deux décorations être portés simultanément car elles sont considérées comme des attributions distinctes.
Aux États-Unis, les médailles de l'OTAN autorisés à être portées sont la médaille de l'OTAN pour l'ex-Yougoslavie, la médaille de l'OTAN pour le service au Kosovo, la médaille Article 5 et Non-article 5 pour les Balkans et en Afghanistan (FIAS), la médaille du service méritoire de l'OTAN, la médaille de l'OTAN de Macédoine et la médaille Non-article 5 du service en Irak, sous la NTM-I. 

Décorations obsolètes
Médaille de l'OTAN pour l'ex-Yougoslavie
Médaille de l'OTAN pour le Kosovo
Médaille de l'OTAN pour la Macédoine
Médaille de l'OTAN Article 5 de l'opération Eagle Assist
Médaille de l'OTAN Non-Article 5 pour le Pakistan
Médaille de l'OTAN Non-Article 5 pour l'AMIS

Décorations actuelles
Médaille de l'OTAN Article 5 de l'opération Active Endeavour
Médaille de l'OTAN Non-Article 5 pour les Balkans
Médaille de l'OTAN Non-Article 5 pour la FIAS
Médaille de l'OTAN Non-Article 5 pour l'Afrique
Médaille de l'OTAN Non-Article 5 pour le NTM-Iraq
Médaille de l'OTAN Non-Article 5 pour l'opération Unified Protector
NATO Non-article 5 Médaille pour l'opération Sea Guardian
Médaille du service méritoire de l'OTAN